# Polystichum kadyrovii
Polystichum kadyrovii är en träjonväxtart som beskrevs av A. Askerov och A. Bobrov. Polystichum kadyrovii ingår i släktet Polystichum och familjen Dryopteridaceae. Inga underarter finns listade.